# دمکراسی شورائی (شبکه تلویزیونی)
دمکراسی شورائی یک شبکۀ تلویزیونی است که توسط سازمان فدائیان (اقلیت) اداره می‌شود. این شبکه از روز ۵ نوامبر ۲۰۱۲ (۱۵ آبان ۱۳۹۱) پخش برنامه‌های خود را آغاز کرده‌است. از ۱ فوریۀ ۲۰۱۹ (۱۲ بهمن ۱۳۹۷) نیز برنامه‌های این شبکه به همراه سه شبکۀ تلویزیونی کومله، برابری و پرتو بر روی شبکه‌ای تلویزیونی با عنوان آلترناتیو شورایی پخش می‌شود.

## تاریخچه
سازمان فدائیان (اقلیت) رادیویی به نام رادیو دمکراسی شورائی را اداره می‌کرد و برنامه‌های خود را بر روی این رادیو پخش می‌کرد. با فراهم آوردن امکانات پخش تلویزیونی از روز ۵ نوامبر ۲۰۱۲ (۱۵ آبان ۱۳۹۱) تلویزیون دمکراسی شورائی جایگزین رادیو شد.

## جهت‌گیری سیاسی
تلویزیون دمکراسی شورائی خود را «فریاد رسای کارگران و تمامی انسان‌های زحمتکش، شریف و ستم‌دیده»ای می‌داند که «برای آزادی و سوسیالیسم پیکار می‌کنند.»

## فرکانس
تلویزیون دمکراسی شورائی برنامه‌های خود را بر روی آلترناتیو شورایی بر روی ماهوارهٔ یاه‌ست بر روی فرکانس‌های زیر پخش می‌کند: 
- فرکانس ۱۱۹۵۷، سیمبل ریت ۲۷۴۸۰، پولاریزاسیون عمودی.[۱]

همچنین از طریق اینترنت و کانال این شبکۀ تلویزیونی بر روی یوتیوب نیز می‌توان آن را دریافت نمود.

## پخش برنامه
جدول پخش برنامۀ شبکۀ تلویزیونی دمکراسی شورائی بدین صورت است:
| روز هفته | ساعت آغاز و پایان برنامه   | بازپخش                                                 |
| -------- | -------------------------- | ------------------------------------------------------ |
| شنبه     | ۲۱ تا ۲۲ شب                | بازپخش ساعت ۳ تا ۵ بامداد – ۹ تا ۱۱ صبح و ۱۵ تا ۱۷ عصر |
| یک‌شنبه   | ۹ تا ۱۰ صبح و ۱۵ تا ۱۶ عصر | بازپخش ساعت ۳ تا ۴ بامداد                              |
| دوشنبه   | از ساعت ۲۱ تا ۲۳ شب        | -                                                      |
| سه‌شنبه   | ۲۱ تا ۲۲ شب                | بازپخش ساعت ۳ تا ۵ بامداد – ۹ تا ۱۱ صبح و ۱۵ تا ۱۷ عصر |
| چهارشنبه | از ساعت ۲۱ تا ۲۳ شب        | -                                                      |
| پنج‌شنبه  | ۲۱ تا ۲۲ شب                | بازپخش ساعت ۳ تا ۵ بامداد – ۹ تا ۱۱ صبح و ۱۵ تا ۱۷ عصر |
| جمعه     | از ساعت ۲۱ تا ۲۳ شب        | -                                                      |